# 大槻毅
大槻 毅（おおつき つよし、1972年12月1日 - ）は、宮城県仙台市出身の元サッカー選手、サッカー指導者。

## 来歴
筑波大学卒業後、宮城県富谷高等学校で教諭を務めながらJFL・ソニー仙台FCなどでプレー。退職後も複数のJリーグクラブでコーチを歴任し、2011年に地元クラブのベガルタ仙台の分析担当コーチに就任。データを駆使した分析のスペシャリストとして仙台のリーグ4位という好成績に貢献するが、1年で退団した。
2012年シーズンより浦和レッズの強化部スタッフに加入。2013シーズンより大橋浩司の後任として浦和の育成ダイレクター兼ユース監督に就任 し、以降チームを2015Jユースカップ優勝、2015Jリーグインターナショナルユースカップ優勝、高円宮杯U-18サッカーリーグ プリンスリーグ関東2016での優勝に伴うプレミアリーグ昇格へ導く。この間関根貴大、広瀬陸斗、茂木力也、邦本宜裕らを輩出している。
2018年4月2日、トップチームを率いていた堀孝史が成績不振により契約解除されたことに伴い、暫定的にトップチーム監督に就任した。シーズン開幕後リーグ戦の勝利がない（2分3敗）状況に、大槻はメンタルの部分での立て直しに注力。就任直後のルヴァンカップグループステージ第3節・サンフレッチェ広島戦で直近のリーグ戦からスタメンを総入れ替えしスコアレスドローに持ち込むと、リーグ戦第6節・ベガルタ仙台からは前々任のミハイロ・ペトロヴィッチ時代に採用していた3バックに戻してリーグ戦3連勝を果たし、チームを復調に導いた。4月19日、後任の監督にオズワルド・オリヴェイラの就任が発表され、第9節・北海道コンサドーレ札幌戦を以て指揮を離れることとなった が、この間の公式戦での戦績は4勝2分（リーグ戦3勝1分・カップ戦1勝1分）で、就任中無敗でオリヴェイラに引き継ぐこととなった。第9節終了翌日の4月22日に発表されたオリヴェイラ体制では、大槻はヘッドコーチとしてトップチームに留任することとなった。この人事の理由としてGMの中村修三は「チームを一番理解していて、オリヴェイラを全面的にサポートできる人材」である事、また大槻の前職が育成ダイレクターであったことから、「トップと育成の繋がりを強化したい」という狙いの為と語っている。
2019年シーズン開幕後の3月8日、クラブが「海外クラブとのネットワーク構築推進プロジェクト」を立ち上げることが発表され、大槻がプロジェクト責任者として従事するためにトップチームコーチの任を離れることが発表された（この件について、後に日刊スポーツは「選手からの信頼の厚い大槻にオリヴェイラが危機感を覚え、大槻をトップチームから外すようフロントに迫ったことによるもの」と報じている）。しかし同年5月29日、オリヴェイラが成績不振から監督を解任されたことに伴い、後任として再び浦和の監督に就任することが発表された。
2020年シーズン終了後、契約満了により退任した。
2021年12月、ザスパクサツ群馬の監督に就任することが発表された。
2024年シーズンは主力選手が次々にJ1クラブに引き抜かれ、最下位に低迷し5月8日に双方合意のもとで群馬との契約を解除した。
2025年5月、ファジアーノ岡山FCのトップチームコーチに就任。

## 人物
戦術分析（前述）の他にモチベーターとしての手腕に長けているとの評価があり、荻原拓也は「あの人の言葉には、いつも信頼や期待が込められている」「あの人のために、と思わせてくれる監督」と評し、遠藤航も「話し方が上手く、話に引き込ませる力のある方」と評している。仙台時代に指導を受けた渡辺広大も大槻が毎日のように自らの居残り練習に付き合ってくれたことに触れ、「（分析担当ということから）冷静なイメージがあるかもしれないけど、熱い人です」と評している。
仙台コーチ時代に東日本大震災に遭遇している。地震発生時は仙台のクラブハウスにいたが、地震発生直後にクラブハウス内にいた新聞記者数名に「外へ出ろ。危ないぞ」と屋外避難を指示、記者たちが難を逃れている。
2018年の浦和トップチーム暫定監督時代には髪をオールバックにし、背広姿、強面の表情でポケットに手を突っ込みながらピッチ内を睨みつけ叱咤激励を繰り返す姿に、メディアやサポーターから「親分」「組長」「アウトレイジ」 などと称され、槙野智章も自身のInstagramで大槻のラストマッチとなる札幌戦の前に「アウトレイジ 最終章」などと煽っていた。この風貌について大槻自身には「同じサッカーの仕事でもカテゴリーが違って、日本のトップのところでやるとなった時に、自分自身も一緒じゃダメだ、何かスイッチを入れなければ」との意図があったといい、その上で反響について「それ（風貌）が一人歩きしてしまって、これはどうなのかなと思っていますが」とやや困惑していた。2019年の監督再就任に際しては「（2018年）当時は誰も僕のことを知らなかったので」「今は（オールバックの『組長』スタイルをやっても）選手に鼻で笑われるだけ」と、「組長」スタイルの封印を示唆したが、2020年以降も続けている。

## 所属クラブ
- 宮城県仙台第二高等学校
- 筑波大学
- ソニー仙台FC
- 宮城教員クラブ

## 指導歴
- 1995年 - 1998年 宮城県富谷高等学校サッカー部 監督
- 1998年 - 1999年 筑波大学蹴球部 コーチ
- 2000年 - 2002年 水戸ホーリーホック コーチ
- 2003年 大宮アルディージャ コーチ
- 2004年 - 2010年 浦和レッズ
  - 2004年 - 2005年 強化本部スタッフ
  - 2006年 - 2010年 トップチーム コーチ
- 2011年 ベガルタ仙台 分析担当コーチ
- 2012年 - 2020年 浦和レッズ
  - 2012年 強化部スタッフ
  - 2013年 - 2018年4月 育成ダイレクター兼ユース監督
    - 2018年4月 トップチーム 暫定監督

  - 2018年4月 - 2019年3月 トップチーム ヘッドコーチ
  - 2019年5月 - 2020年 トップチーム 監督
- 2022年 - 2024年5月 ザスパクサツ群馬 監督
- 2025年5月 - ファジアーノ岡山FC コーチ

## 監督成績
| 年度 | 所属 | クラブ | リーグ戦 | リーグ戦 | リーグ戦 | リーグ戦 | リーグ戦 | リーグ戦 | カップ戦             | カップ戦  |
| 年度 | 所属 | クラブ | 順位     | 勝点     | 試合     | 勝       | 分       | 敗       | リーグ杯             | 天皇杯    |
| ---- | ---- | ------ | -------- | -------- | -------- | -------- | -------- | -------- | -------------------- | --------- |
| 2018 | J1   | 浦和   | 5位      | 10       | 4        | 3        | 1        | 0        | -                    | -         |
| 2019 | J1   | 浦和   | 14位     | 20       | 21       | 4        | 8        | 9        | ベスト8              | 4回戦敗退 |
| 2020 | J1   | 浦和   | 10位     | 46       | 34       | 13       | 7        | 14       | グループステージ敗退 | -         |
| 2022 | J2   | 群馬   | 20位     | 42       | 42       | 11       | 9        | 22       | -                    | 4回戦敗退 |
| 2023 | J2   | 群馬   | 11位     | 57       | 42       | 14       | 15       | 13       | -                    | 2回戦敗退 |
| 2024 | J2   | 群馬   | 20位     | 6        | 14       | 1        | 3        | 10       | 2回戦敗退            | -         |

- ※2018年は暫定監督として指揮（第6節〜第9節）。
- ※2019年は第13節から指揮。
- ※2024年は退任時点の成績。